# Carletonmooreïta
La carletonmooreïta és un mineral de la classe dels elements natius. Rep el nom en honor de Carleton Bryant Moore (n. 1932), professor de la Universitat Estatal d'Arizona i director fundador del Center for Meteorite Studies situat a Tempe, Arizona (Estats Units).

## Característiques
La carletonmooreïta és un silicur de fórmula química Ni₃Si. Es tracta d'una espècie aprovada per l'Associació Mineralògica Internacional, i publicada per primera vegada el 2021. Cristal·litza en el sistema isomètric. És el primer silicur de níquel descobert a la natura. Química i estequiomètricament anàleg de la suessita, però no estructuralment, per tant no és un veritable anàleg de níquel d'aquesta.
L'exemplar que va servir per a determinar l'espècie, el que es coneix com a material tipus, es troba conservat a la col·lecció de meteorits Carleton B. Moore del Center for Meteorite Studies de la Universitat Estatal d'Arizona, als Estats Units, amb el número d'espècimen: NC12, 85287.

## Formació i jaciments
Producte a baixa temperatura mitjançant la difusió en estat sòlid de la kamacita al seu voltant i el creixement epitaxial de la tetrataenita. Va ser descoberta al meteorit del comtat de Norton, un meteorit que com diu el seu nom va ser recollit al comtat de Norton (Kansas, Estats Units), en el mes de febrer de l'any 1948.